# Hạ Miến

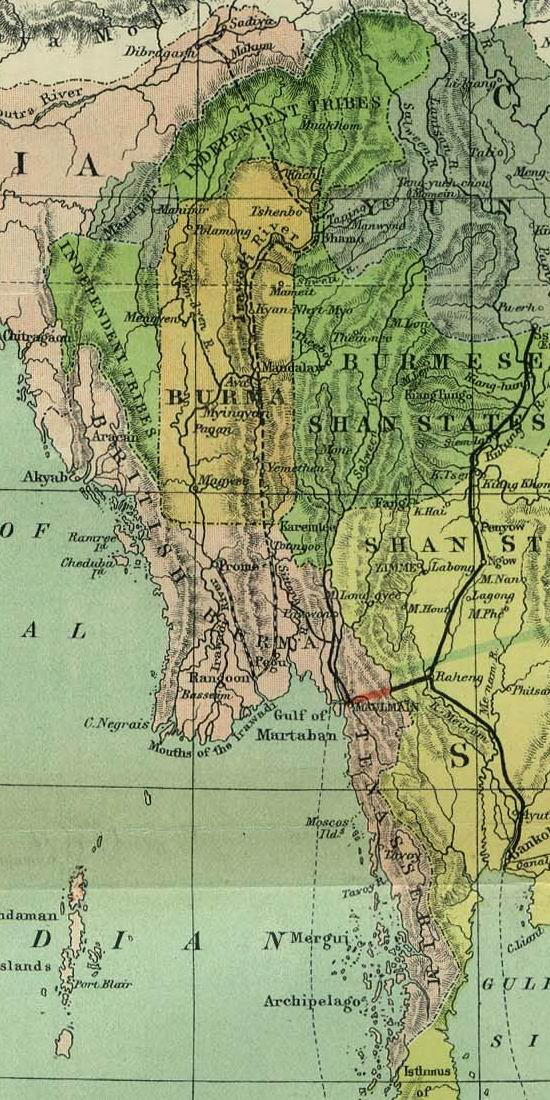
Hạ Miến màu hồng, Thượng Miến màu cam.

Hạ Miến, hay theo cách gọi của người Anh là Lower Burma, là vùng đất của Myanma mà triều Konbaung chấp nhận nhượng cho thực dân Anh sau chiến tranh Anh-Miến lần thứ hai (năm 1852) cộng với lãnh thổ của vương quốc Arakan và Tenasserim mà người Anh đã chiếm được vào năm 1826. Trung tâm của Hạ Miến là thành phố Rangoon (nay là Yangon). Hạ Miến bao gồm toàn bộ vùng duyên hải của Myanma ngày nay, vùng châu thổ sông Ayeyarwady. Hạ Miến là khu vực sinh cư của người Môn, người Karen, người Miến-Anh, và người Miến.